# Wait for Me: The Best from Rebecca St. James
Wait for Me: The Best from Rebecca St. James é a primeira compilação da cantora Rebecca St. James, lançada a 25 de Março de 2003.
O disco contém os maiores êxitos da cantora e ainda duas novas canções.

## Faixas
1. "I Thank You" (Faixa nova) – 3:45
2. "Expressions of Your Love" (Faixa nova) – 4:02
3. "God" – 4:08
4. "Pray" – 4:29
5. "Mirror" – 4:36
6. "Wait For Me" – 4:40
7. "Yes, I Believe in God" – 3:39
8. "Song of Love" – 4:10
9. "Speak To Me" – 4:48
10. "Here I Am" – 3:50
11. "Stand" – 4:36
12. "Reborn" – 3:58
13. "Lamb of God" – 3:09
14. "Go and Sin No More" – 4:33
15. "Until Your Love Broke Through" – 4:06
16. "A Cradle Prayer" – 3:27
17. "Breathe" – 3:57
18. "Psalm 139" – 3:25

Notas
- Faixas 3, 9, 14 e 17: God
- Faixas 4 e 5: Pray
- Faixas 6, 11 e 12: Transform
- Faixas 8, 13 e 17: Worship God
- Faixa 10: Rebecca St. James
- Faixa 16: Christmas

## Desempenho nas paradas
Álbum
| Tabela (2003)              | Posição |
| -------------------------- | ------- |
| Top Christian Albums       | 16      |
| Top Contemporary Christian | 16      |